# Маунт Вернон (Тексас)
Маунт Вернон (енгл. Mount Vernon) град је у америчкој савезној држави Тексас. По попису становништва из 2010. у њему је живело 2.662 становника.

## Демографија
Према попису становништва из 2010. у граду је живело 2.662 становника, што је 376 (16,4%) становника више него 2000. године.
| Група             | 2000.         | 2010.         |
| Белци             | 1.696 (74,2%) | 1.858 (69,8%) |
| Афроамериканци    | 309 (13,5%)   | 320 (12,0%)   |
| Азијати           | 7 (0,3%)      | 17 (0,6%)     |
| Хиспаноамериканци | 247 (10,8%)   | 390 (14,7%)   |
| Укупно            | 2.286         | 2.662         |